# Timothy Greenfield-Sanders
Timothy Greenfield-Sanders, född 16 februari 1952 i Miami, Florida, är en amerikansk porträttfotograf som bl.a. har medverkat med bilder till tidskriften Vanity Fair. Han har porträtterat Orson Welles, Monica Lewinsky, George H. W. Bush, George W. Bush, Ruth Bader Ginsburg, Madeleine Albright, och Bill och Hillary Clinton.
Greenfield-Sanders uppmärksammades 2004 för sin bok XXX: 30 Porn-Star Portraits (ISBN 0-8212-7754-5) och filmen om skapandet av boken; Thinking XXX. Bland de porträtterade porrstjärnorna fanns Briana Banks, Belladonna, Nina Hartley, Jenna Jameson, Ron Jeremy, Ginger Lynn, Sean Michaels, Peter North, Tera Patrick, Lexington Steele och May Ling Su.
Hans porträttsamling Injured Soldiers som togs i samband med dokumentären Alive day memories – home from Iraq (2006) har ställts ut runt om i världen, bland annat i Sverige. I USA var porträtten av de skadade soldaterna dock så kontroversiella att gallerier till en början tvekade att ställa ut dem.